# Sune Andersson
Pour les articles homonymes, voir Andersson.
Sune Andersson est un footballeur et entraîneur suédois, né le 22 février 1921 à Södertälje et mort le 29 avril 2002 à Solna.

## Biographie
Considéré comme défenseur ou milieu de terrain, il fut international suédois à 28 reprises (1947-1950) pour 4 buts.
Il participa aux Jeux olympiques de 1948. Il fut titulaire dans tous les matchs (Yougoslavie, Danemark, Autriche, Corée du Sud) et fut champion olympique.
Fort de ce titre, et ayant inscrit un but en éliminatoires contre l'Irlande, il fait la Coupe du monde de football de 1950, au Brésil. 
Il fut titulaire dans tous les matchs (Italie, Brésil, Paraguay, Uruguay, Espagne) et inscrit deux buts dans ce tournoi : un contre l'Italie la 33e et un contre le Brésil à la 67e sur penalty. La Suède termine troisième du tournoi.
Il joua dans des clubs suédois, ainsi que dans le club italien de l'AS Rome. En Suède, il remporte à deux reprises en 1949 et en 1950 la Coupe de Suède. Avec l'AS Rome, il gagna le Championnat d'Italie de football Serie B en 1952. 
Il entama de 1953 à 1971 une carrière d'entraîneur, ne remportant rien en club.

## Clubs

### En tant que joueur
- 1934-1939 :  Ekerö IK
- 1939-1946 :  Hagalunds IS
- 1946-1950 :  AIK
- 1950-1952 :  AS Rome
- 1956-1958 :  IFK Eskilstuna

### En tant qu'entraîneur
- 1953-1955 :  Iggesunds IK
- 1956-1958 :  IFK Eskilstuna
- 1959-1961 :  Kalmar FF
- 1962-1963 :  Finspångs AIK
- 1964-1969 :  Södertälje SK
- 1969-1971 :  Hagalunds IS

## Palmarès
- Jeux olympiques
  - Médaille d'or en 1948
- Championnat d'Italie de football Serie B
  - Champion en 1952
- Coupe de Suède de football
  - Vainqueur en 1949 et en 1950
- Coupe du monde de football
  - Troisième en 1950